# World Class Wreckin' Cru
World Class Wreckin' Cru var en amerikansk electrogrupp från Compton, Kalifornien, mest känd för sina insatser inom tidig rap och för sina associationer med Dr. Dre, DJ Yella och Michel'le.

## Diskografi

### Studioalbum
- 1985 – World Class
- 1986 – Rapped in Romance
- 1988 – Turn Off The Lights In The Fast Lane